# Rakuja, Semenivka
Rakuja (în ucraineană Ракужа) este un sat în comuna Hotiivka din raionul Semenivka, regiunea Cernihiv, Ucraina.

## Demografie
Componența lingvistică a localității Rakuja
     Ucraineană (100%)
Conform recensământului din 2001, toată populația localității Rakuja era vorbitoare de ucraineană (100%).